# Hangard Wood British Cemetery
Hangard Wood British Cemetery is een Britse militaire begraafplaats met gesneuvelden uit de Eerste Wereldoorlog, gelegen in de Franse gemeente Hangard (Somme) en werd genoemd naar een nabijgelegen bosje. De begraafplaats werd ontworpen door George Goldsmith en ligt aan een onverharde landweg op anderhalve kilometer ten noorden van het centrum van Hangard (Église Saint-Martin). Ze heeft een nagenoeg vierkant grondplan en wordt omgeven door een bakstenen muur. Het Cross of Sacrifice staat centraal tegen de zuidwestelijke muur. De open toegang wordt afgebakend door zes paaltjes verbonden door een smeedijzeren ketting. De begraafplaats wordt onderhouden door de Commonwealth War Graves Commission.
Er worden 141 Commonwealth-doden herdacht waaronder 38 niet geïdentificeerde. Er liggen ook 14 Fransen begraven.
In de gemeente ligt naast de gemeentelijke begraafplaats de Britse militaire begraafplaats Hangard Communal Cemetery Extension.

## Geschiedenis
Eind maart 1918 bevond Hangard zich op het kruispunt van de Franse en de Commonwealth-troepen die Amiens moesten verdedigden. Tussen 4 en 25 april werd in de omgeving van het dorp en het bos hevig gevochten, waarbij het front werd behouden. De 18th Division had het hierbij bijzonder zwaar te verduren. In juli 1918 was de streek in Duitse handen, maar op 8 augustus 1918 werd het gebied door het Canadian Corps terug ingenomen. Later in deze maand werd de begraafplaats door de Burial Officer(dit is de officier die verantwoordelijk was voor het registreren en begraven van de gesneuvelden) van het korps aangelegd. Een aantal gesneuvelden van april en augustus 1918 werden hier bijgezet en na de wapenstilstand werden nog graven vanuit Villers-Bretonneux en andere delen van het slagveld aan de Somme, toegevoegd.
Onder de geïdentificeerde doden zijn er 58 Canadezen, 40 Britten, 4 Australiërs en 1 Zuid-Afrikaan.

## Graven
- Max Petermann was een Duitser die als korporaal bij het Frans Vreemdelingenlegioen sneuvelde op 26 april 1918.

### Onderscheiden militairen
- John Bernard Croak, soldaat bij de Canadian Infantry werd onderscheiden met het Victoria Cross (VC).
- Arthur Norman Sclater, luitenant bij de Canadian Infantry werd onderscheiden met het Military Cross (MC).
- Edward Albert Paterson, korporaal bij de The Queen's (Royal West Surrey Regiment) werd onderscheiden met de Distinguished Conduct Medal (DCM).
- de korporaals A. Marr, Norman V. Fitton, Walter B.F. Giles en W. Travel werden onderscheiden met de Military Medal (MM).

### Alias
- soldaat Solomon Valinsky diende onder het alias Solomon Valins bij de Canadian Infantry.